# Jörg Schilcher
Jörg Schilcher war ein deutscher Meistersinger des Spätmittelalters.
Er gehörte zu Beginn des 16. Jahrhunderts der Zunft der Meistersinger von München an. Von Schilcher sind mehrere Kirchenlieder überliefert. Seine Töne wurden unter anderem von Hans Sachs verwendet.